# 市川市立高谷中学校
市川市立高谷中学校（いちかわしりつ こうやちゅうがっこう）は、千葉県市川市高谷にある市立中学校。通称は「高谷」（こうや）、「高谷中」（こうやちゅう）。

## 沿革
- 1978年（昭和53年）12月27日 - 校名、位置、学区の決定。
- 1979年（昭和54年）
  - 2月22日 - 校章の決定。
  - 4月1日 - 第六中学校の規模過大化に対処し、生徒405名（10学級）、職員21名で開校。
  - 4月2日 - 初代池東茂樹校長就任
  - 4月4日 - 開講式挙行。
  - 4月7日 - 第1回入学式挙行（1年生204名）。
  - 6月6日 - 生徒会結成。
  - 7月7日 - 生徒心得制定。
  - 9月14日 - PTA発足。
- 1980年（昭和55年）
  - 5月25日 - 県より環境緑化推進校の指定を受ける。
  - 7月12日 - 校歌制定・校旗披露式。
- 1981年（昭和56年）3月14日 - 第1回卒業式挙行（卒業195名）。
- 1982年（昭和57年）4月1日 - 特色ある学校づくり（音楽）の指定を受ける。
- 1983年（昭和58年）5月15日 - 植樹、市川市緑化センターの援助を受ける。
- 1986年（昭和61年）4月1日 - 男子標準服の改正（上着スーツ型）。
- 1989年（平成元年）3月31日 - 新校舎竣工。
- 2001年（平成13年）4月1日 - 夢を育む教育推進地域指定を受ける。
- 2019年（令和元年）4月１日 - 一学年のクラス増加に伴い、特別支援学級の名前が六組から、若木夢学級へと変更がされた。

## 服装

### 日常時
- 男子・女子共にブレザーとなっている。
  - 男女共通で校章・クラス章の着用が義務付けられている。
  - 後2019年校則変更により、クラス章の着用義務が撤廃された。

### 運動着
- ジャージと指定体操服がある。
  - ジャージは学年色のラインが入っている。

## 生徒会活動
- 会長1名、副会長2名、書記2名、会計2名、会計監査2名から構成される。

### 部活動
運動部
- 陸上競技部
- 女子バレーボール部
- バスケットボール部（男・女）
- サッカー部
- 女子ソフトテニス部
- 野球部
- 柔道部
- 剣道部
- バドミントン部

文化部
- 吹奏楽部
- 美術(イラスト)部
- 茶道部
- 演劇部

## 周辺
周辺は市街化調整区域で、きれいに区画整理されている所はあまりないが、新たな市街地の整備計画で防災機能の確保と江戸川を始めとする地域の特性を生かした緑の拠点となる公園の整備が予定され（市川市のホームページより）、近くを通る予定の外環道や江戸川を渡る妙典橋ができるとさらに変化すると思われるが、妙典橋や取り付け道路の工事や用地買収、整備の計画があまり進んでいないため、早期改善が望まれている。